# Placida daguilarensis
Placida daguilarensis is een slakkensoort uit de familie van de Limapontiidae. De wetenschappelijke naam van de soort is voor het eerst geldig gepubliceerd in 1990 door Jensen.